# Parco nazionale della bassa valle dell'Oder
Il Parco internazionale della bassa valle dell'Oder è un'area condivisa tra Germania e Polonia. Comprende la riva occidentale del fiume Oder (in polacco: Odra) situato nel circondario dell'Uckermark nello stato tedesco del Brandenburgo così come le ripide sponde orientali dei distretti di Gryfino e Police del voivodato della Pomerania occidentale più a nord.
La parte tedesca della zona centrale è costituita dal Parco nazionale della bassa valle dell'Oder (in tedesco: Nationalpark Unteres Odertal), che ha un centro informazioni situato nella città di Criewen.
La parte polacca dell'area centrale è chiamata "Parco paesaggistico della basse valle dell'Oder (in polacco: Park Krajobrazowy Dolina Dolnej Odry).
L'area si estende per 165 km² (di cui 105 km² in Germania e 60 km² in Polonia);  insieme con le riserve naturali adiacenti in entrambi i paesi l'area protetta totale è di 1.172 km². Con decisione del consiglio ambientale tedesco-polacco nel 1992 i ministri dell'ambiente tedesco, polacco e brandeburghese, unitamente al voivoda di Stettino hanno creato il parco internazionale della bassa valle dell'Oder.

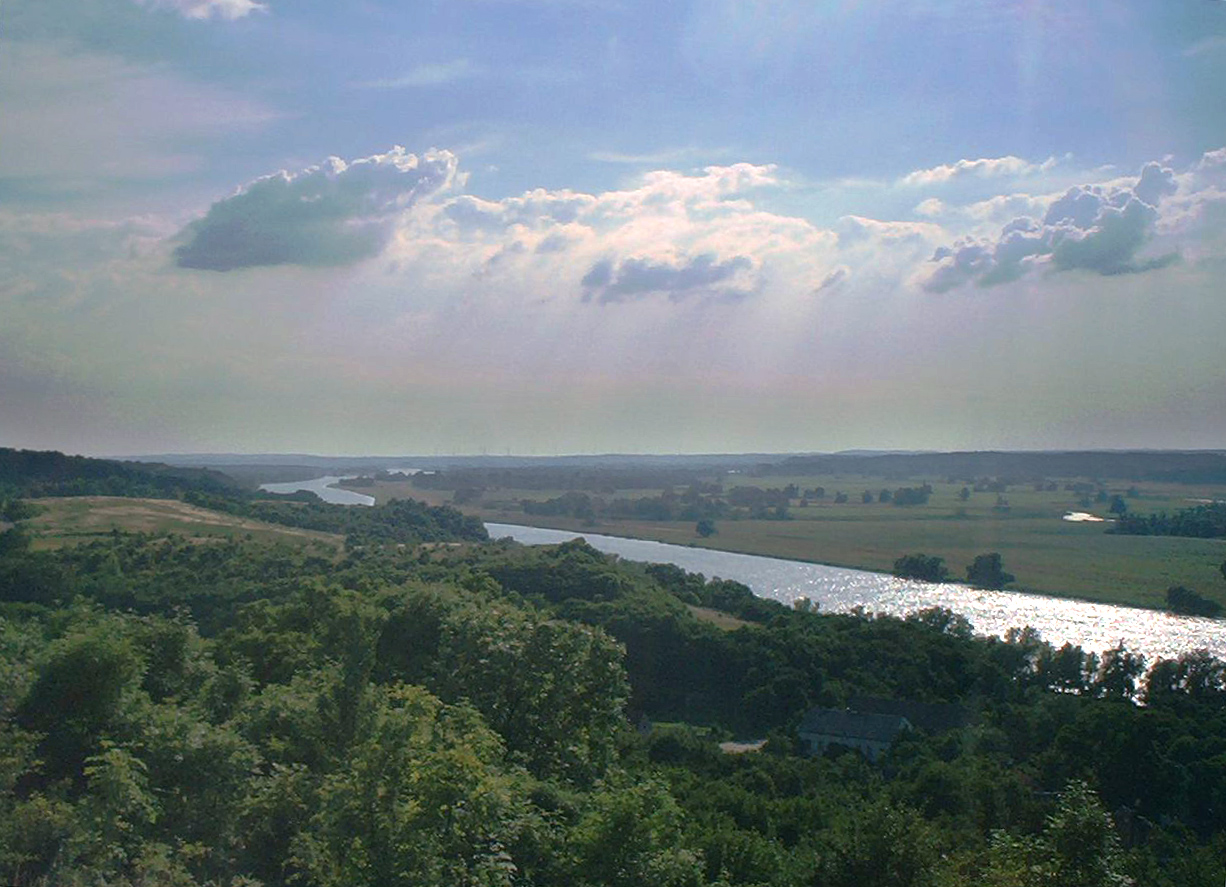
Vista dalla collina di Krajnik, sulla sponda polacca del parco internazionale

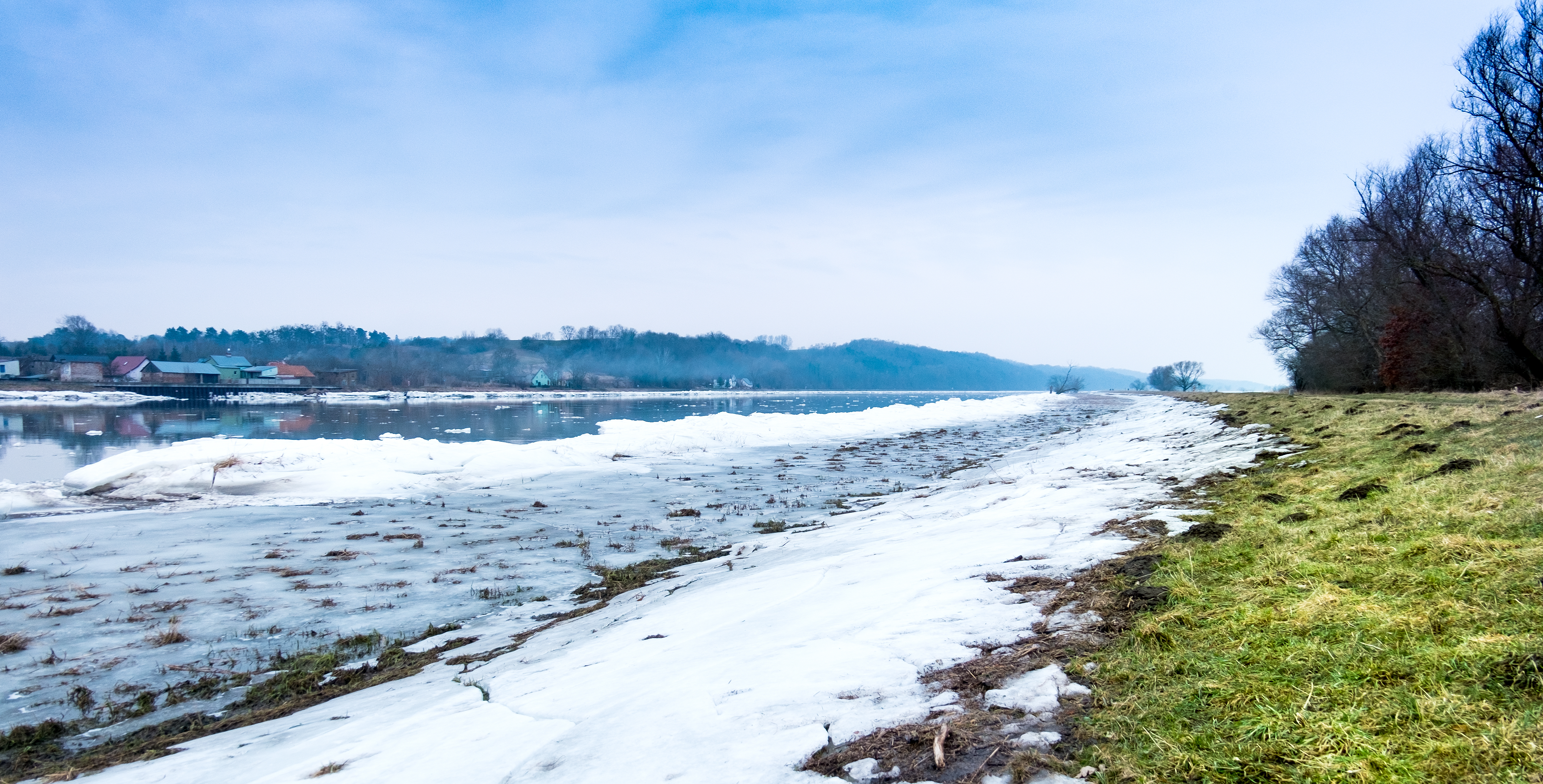
Fiume Oder, Krajnik Dolny

La bassa sponda occidentale del fiume Oder presenta diversi argini, che vengono regolarmente aperti in inverno e primavera al fine di controllare il livello dell'acqua e per prevenire gli straripamenti. L'acqua scorre liberamente nelle ampie golene fino ad aprile quando si richiudono le dighe e la restante acqua viene drenata.

## Fauna
L'area è classificata come zona di protezione speciale (ZPS) per gli uccelli.
Queste pianure costituiscono l'habitat per uccelli come cicogna nera, pagliarolo e re di quaglie; sono altresì presenti mammiferi come lontra europea e castoro europeo.

## Flora
Sono presenti piante come la roverella submediterranea.